# Otis (chanson)
Pour les articles homonymes, voir Otis.
Singles par Kanye West
E.T.
(2011) Lost in the World
(2011)
Singles par Jay-Z
H•A•M
(2011) Lift Off
(2011)
Pistes de Watch the Throne
Niggas in Paris
(3) Gotta Have It
(5)
Otis est le second single de Jay-Z et Kanye West, extrait de leur album commun Watch the Throne sorti en 2011.

## Présentation
Le son est évoqué de manière officielle lors d'une entrevue de Jay-Z avec des journalistes et des fans au The Mercer Hotel (en) à New York le 7 juillet 2011. La chanson est présentée le 20 juillet 2011 dans l'émission de Funkmaster Flex sur la radio new-yorkaise Hot 97 puis le lendemain sur Internet.

## Samples
Le titre utilise des samples de Try a Little Tenderness d'Otis Redding (1966), de Don't Tell a Lie About Me and I Won't Tell the Truth About You (1974) de James Brown et une reprise vocale d'un extrait de Top Billin’ (1987) du groupe Audio Two.

## Clip
Le clip a été réalisé par Spike Jonze à Los Angeles. Aziz Ansari y fait une apparition. Jay-Z et Kanye West sont dans une zone industrielle. Après avoir désossé une Maybach, ils font des cascades avec et rappent devant une bâche géante représentant la pochette du single.
La vidéo est présentée le 11 août 2011 sur MTV à 20h56 précise. La voiture modifiée utilisée dans le clip sera mise aux enchères et vendue pour 60 000 $ pour aider les pays d'Afrique de l'Est touchés par la sécheresse.

## Pochette
Tout comme la pochette du précédent single, H•A•M, et celle de l'album, la pochette de ce single a été dessinée par le styliste italien Riccardo Tisci. C'est un détournement du drapeau américain.

## Remixes
- Papoose
- Tinie Tempah
- The Fre$h Kids
- Jadakiss & Styles P.
- The Game "Uncle Otis"
- DMX & Busta Rhymes
- Ne-Yo
- Heltah Skeltah

## Classements
| Classement (2011)                        | Meilleure position |
| ---------------------------------------- | ------------------ |
| Canadian Hot 100                         | 37                 |
| UK R&B                                   | 14                 |
| UK Singles (The Official Charts Company) | 38                 |
| Billboard Hot 100                        | 12                 |
| Hot R&B/Hip-Hop Songs (Billboard)        | 11                 |
| Rap Songs (Billboard)                    | 7                  |